# Yaranga Coulibaly
Pour les articles homonymes, voir Coulibaly.
Yaranga Coulibaly, né à Bla en 1955, est un homme politique malien. Il occupe le poste de Ministre de l'Agriculture depuis le 20 août 2012, date de la composition du gouvernement Cheick Modibo Diarra 2. Il est le troisième vice-président du Rassemblement pour le développement du Mali (Rpdm), parti politique fondé par le Premier ministre Modibo Diarra.

## Biographie
Il est titulaire d'une thèse de doctorat en environnement. Enseignant-chercheur, son parcours le conduira successivement à l’Institut supérieur de formation et de recherche appliquée (ISFRA) de 2001 à 2004, puis à la Faculté d’histoire et de géographie (DER Géographie) où il enseignait la cartographie thématique.

## Écrits
Il est l'auteur de plusieurs publications parmi lesquelles on peut citer:
- La gestion traditionnelle des ressources naturelles au Sahel : Cas du cercle de Nara
- Migrations et développement dans le cercle de Kayes, en collaboration avec Famagan Oulé Konaté (2009);
- Diagnostics, schéma d’aménagement et plan de gestion des villages cibles du projet et de la mare de Doro (Kayes) ;
- Si Ouassasso m’était conté (monographie) publié en 2004.